# 컨벤시아대로
컨벤시아대로(Convensia-daero)는 인천광역시 연수구 동춘동 컨벤시아교 북단에서 송도동까지 이어지는 인천광역시도로, 총 연장은 4.024 km이다. 이름이 유래된 것은 송도컨벤시아를 지나는 도로로, 송도의 랜드마크인 컨벤시아와 관련된 홍보 효과를 누리기 위함에서 지어졌다.

## 역사
- 2009년 5월 14일 : 도로명으로 컨벤시아대로를 고시

## 주요 경유지
- 연수구
  - 동춘동 - 송도동

## 접촉하는 도로
- 미추홀대로 (직결, 미추홀구 주안동까지 이어짐)
- 아암대로 (국도 제77호선, 국가지원지방도 제84호선, 국가지원지방도 제98호선)
- 신송로
- 해돋이로
- 센트럴로
- 테크노파크로
- 인천타워대로
- 벤처로
- 아카데미로

## 같이 보기
- 송도컨벤시아